# إريك دونينغ
إريك دونينغ (بالإنجليزية: Eric Dunning)‏ هو أستاذ جامعي بريطاني، ولد في 27 ديسمبر 1936، وتوفي في 10 فبراير 2019.